# Teamviewer
Teamviewer (Eigenschreibweise TeamViewer) ist ein börsennotiertes Softwareunternehmen mit Hauptsitz in Göppingen. Es ist nach der Fernwartungssoftware Teamviewer Remote benannt. Diese ist heute Teil einer Plattform zur Vernetzung, Überwachung und Steuerung von Computern, Maschinen und Anlagen sowie anderen Geräten.

## Geschichte

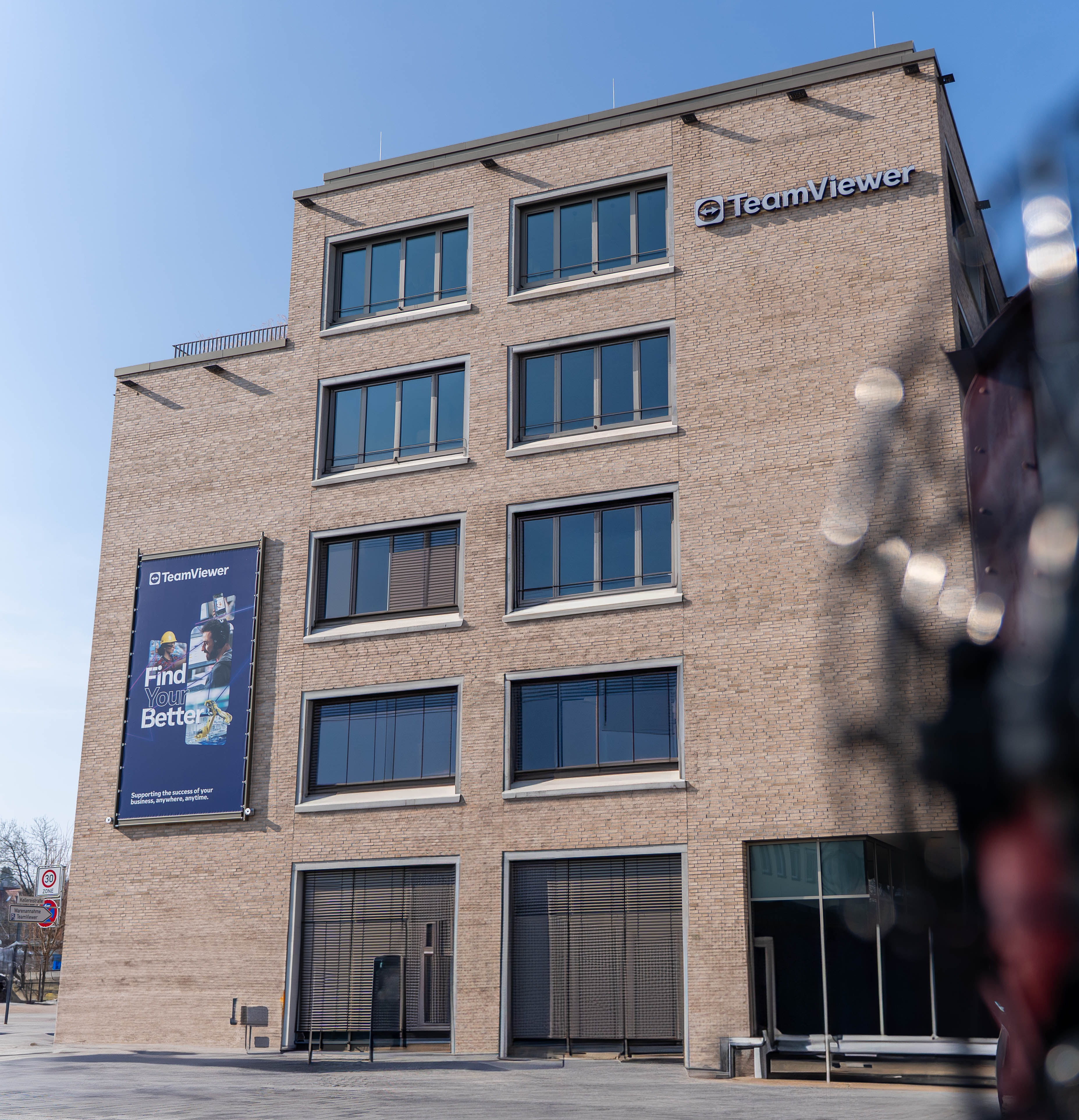
Hauptquartier in Göppingen

Die Gründung von Teamviewer geht auf die Veröffentlichung der ersten Version der Teamviewer-Software im Jahr 2005 zurück. Um Reisen zu Kunden zu reduzieren, wurde die Teamviewer-Software entwickelt. Das Geschäftsmodell erlaubt privaten Anwendern eine kostenlose Nutzung der Software, während Firmen eine kostenpflichtige Lizenz erwerben müssen. Dieses Modell wird bis heute fortgeführt.
2010 wurde Teamviewer von GFI Software gekauft. 2014 übernahm die britische Private-Equity-Investor Permira Teamviewer und unterstützte das Unternehmen bei der Entwicklung der internationalen Kundenbasis und der Erweiterung des Anwendungsbereichs der Produkte. Mit einem Kaufpreis von rund einer Milliarde US-Dollar wurde das Unternehmen als sogenanntes „Einhorn“ eingestuft.
Ab Anfang 2018 stellte das Unternehmen sein Geschäftsmodell vom Lizenzverkauf auf Abonnements um. Zur Vorbereitung des Börsengangs etablierte man 2019 eine neue Unternehmensstruktur mit einer neuen AG als Eigentümerin der dann umbenannten Firma Teamviewer Germany.
Die Erstnotierung an der Frankfurter Wertpapierbörse im September 2019 stieß auf starkes Interesse der Anleger. Mit einem Emissionsvolumen von 2,2 Milliarden Euro war es der größte Börsengang eines deutschen Technologieunternehmens seit dem Jahr 2000 und der größte Börsengang Europas im Jahr 2019. Ende 2019 wurde die Aktie der Teamviewer in den MDAX und den TecDAX aufgenommen.
Zuletzt investierte Teamviewer verstärkt in den Ausbau von Lösungen für die Industrie 4.0. Das Unternehmen konzentriert sich auf die Digitalisierung kompletter Wertschöpfungsketten, einschließlich der Interaktion mit Kunden beispielsweise im Vertrieb und Kundendienst. Im Jahr 2020 wurde Ubimax, ein Spezialist für Augmented-Reality-Software übernommen. Es handelte sich um den ersten größeren Zukauf in der Firmengeschichte. Später wurde das Portfolio von Teamviewer durch weitere Übernahmen ergänzt.
Im September 2021 startete Teamviewer die digitale Unterrichtsplattform Classroom. Das Produkt umfasst unter anderem Funktionen zur digitalen Zusammenarbeit, separate Räume für Gruppenarbeiten, Echtzeitumfragen sowie die Anbindung an andere Lernplattformen. Classroom wird auf Servern in Deutschland betrieben, verzichtet auf die Nutzung von Drittanbietern und erfüllt die Anforderungen der Datenschutzgrundverordnung.
Classroom wird mit Ende des Jahres 2024 eingestellt.
Im Juni 2024 wurde TeamViewer eigenen Angaben zufolge Ziel eines Angriffs durch die russische Hackergruppe APT29. Der Vorfall beschränkte sich auf die interne IT-Umgebung, Kundendaten waren nicht betroffen. Laut Angaben des Unternehmens gab es keinen Zugriff auf die separate Produktumgebung oder die Konnektivitätsplattform.
Im Dezember 2024 wurde bekannt, dass TeamViewer das britische Unternehmen 1E übernimmt, ein führender Dienstleister für Digital-Employee-Experience-(DEX)-Software.

## Unternehmensstruktur
Teamviewer ist eine Europäische Aktiengesellschaft. Ihre Aktien werden im regulierten Markt (Prime Standard) der Frankfurter Wertpapierbörse gehandelt. Das Unternehmen ist Bestandteil des MDAX, TecDAX und STOXX Europe. Stand November 2024 befinden sich 77,65 % der Aktien im Streubesitz. Wichtige Aktionäre (Stand: November 2024) sind institutionelle Investoren, darunter Permira (14,41 %), BlackRock (4,50 %) und die Norges Bank (3,33 %). Im Eigenbesitz der TeamViewer SE befinden sich 7,94 % der Aktien. Das Management hält ebenfalls Aktien (1,69 %).
Der Vorstand von Teamviewer besteht aus Oliver Steil, Michael Wilkens, Mark Banfield und Mei Dent. Die erweiterte Geschäftsführung (Senior Leadership Team) besteht aus elf Personen. Der Aufsichtsrat von Teamviewer hat insgesamt sieben Mitglieder inklusive des derzeitigen Vorsitzenden Ralf W. Dieter.
Die Hauptverwaltung des Unternehmens befindet sich in Göppingen. Dort sind unter anderem die Entwicklung und der Vertrieb für den Europäischen Wirtschaftsraum angesiedelt. Das Gebäude war von der Stadt errichtet worden und sollte ursprünglich als Erweiterung des Rathauses genutzt werden, bevor es dem Unternehmen angeboten wurde, um es in Göppingen zu halten.
Teamviewer ist an 17 Standorten in zehn Ländern vertreten (Stand: Juni 2021). Das Geschäft in Nord- und Südamerika wird von Largo, Florida aus koordiniert. Der Standort Adelaide ist für den asiatisch-pazifischen Raum zuständig. Dazu kommen Zentren für Forschung und Entwicklung in Ioannina, Linz, Jerewan und Porto, sowie weitere Standorte in Mumbai, Shanghai, Singapur und Tokio.

## Kennzahlen
Die Unternehmenskennzahlen haben sich wie folgt entwickelt:
| Jahr                                | 2017   | 2018   | 2019   | 2020     | 2021     | 2022     | 2023     | 2024     |
| ----------------------------------- | ------ | ------ | ------ | -------- | -------- | -------- | -------- | -------- |
| Umsatz (in Mio. Euro)               | 138,47 | 258,16 | 390,19 | 455,61   | 501,10   | 565,87   | 626,69   | 671,42   |
| Ergebnis nach Steuer (in Mio. Euro) | −69,15 | −12,41 | 103,86 | 103,03   | 50,05    | 67,60    | 114,02   | 123,08   |
| Bilanzsumme (in Mio. Euro)          | 940,37 | 948,21 | 958,92 | 1.063,42 | 1.546,67 | 1.172,70 | 1.111,53 | 1.070,34 |
| Anzahl Mitarbeiter                  | 638    | 652    | 841    | 1.256    | 1.477    | 1.386    | 1.461    | 1.586    |

## Produkte
Bekannt wurde Teamviewer vor allem mit einer Lösung für den Fernzugriff auf sowie die Fernsteuerung und die Fernwartung von Computern und mobilen Endgeräten. Die Software unterstützt alle gängigen Desktop-, Smartphone- und Tablet-Betriebssysteme, einschließlich Microsoft Windows, macOS, Linux und auf Betriebssystemen für Mobilgeräte wie Android und iOS. Für die private, nicht-kommerzielle Nutzung ist die Software im Funktionsumfang eingeschränkt und kostenlos nutzbar.
Die Teamviewer-Plattform ermöglicht den Zugriff auf und die Vernetzung von einer Vielzahl von Geräten in Unternehmen. Durch die Übernahme des Softwareunternehmens 1E integrierte das Unternehmen Funktionen im Bereich der Digital Employee Experience (DEX), die der frühzeitigen Erkennung sowie der automatisierten Behebung von Geräteproblemen dienen, um potenzielle Auswirkungen auf die Produktivität zu reduzieren. Zudem bietet Teamviewer Augmented-Reality-Anwendungen, um Arbeitsprozesse in der Industrie zu erleichtern, etwa bei der Wartung und Reparatur von Maschinen und Anlagen. Es gibt Schnittstellen zu Software und Diensten wie beispielsweise Microsoft Teams.

## Sponsoring
2020 wurde Teamviewer Hauptsponsor der Handballbundesligamannschaften von Frisch Auf Göppingen.
Von der Saison 2021/2022 bis zur Saison 2023/2024 war das Unternehmen Trikotsponsor von Manchester United. Teamviewer gab im Dezember 2022 bekannt, das Engagement im Einvernehmen mit dem Fußballunternehmen substantiell reduzieren zu wollen, um einem geänderten Marktumfeld Rechnung zu tragen.
Ebenfalls 2021 schloss Teamviewer eine Partnerschaft mit dem Formel-1-Team Mercedes-AMG Petronas und dem Formel-E-Team Mercedes-EQ. Letztere endete mit dem Ausstieg des Mercedes-Teams aus der Formel E nach der Saison 2022.

## Kritik
2019 berichtete Der Spiegel über eine Cyberattacke auf das Teamviewer-Netzwerk. Das Unternehmen stellte klar, man habe keine Belege für die Entwendung von Kundendaten oder die Infektion von Kundensystemen gefunden. Auch der Quelltext der Teamviewer-Software sei nicht manipuliert worden.